# Slope (відеогра)
Slope - браузерна відеогра, розроблена і випущена компанією Y8 у 2014 році. Виконана у жанрі платформер.

## Ігровий процес
Ігровий процес гри полягає у керуванні шаром, який перелітає з платформи на платформу. Гравцю потрібно не дати шару впасти з платформи. У процесі гри швидкість шару постійно зростає. Після програшу, гравцю виводиться список найкращих гравців за увесь час.